# Aiyang Tlang
Aiyang Tlang (en bengalí:আইয়াং ত্লং) es una montaña de Bangladés. Está situada en la frontera entre Bangladés y Myanmar.

## Historia y descripción
Van Rausang Bawm, de la comunidad étnica local Bawm, es el primer hombre que la descubrió, en la década de 1980. 
El 13 de noviembre de 2019, el ingeniero Jyotirmoy Dhar fue el primer bangladesí en escalarla. Midió las coordenadas de la montaña, siendo la longitud 21°40′23.78″ N y la latitud 92°36′16.01″ E. Su altura se midió en 3298 pies de altura sobre el nivel del mar con un dispositivo de sistema de posicionamiento global (GPS).El jefe de Dalian Headman Para de "Remakri" mouja, Thanchi upozilla, distrito de Bandarban, Lal Ram Bawm, ha asegurado la autenticidad de la expedición del ingeniero Jyotirmoy Dhar. La expedición se registra en el campamento de B.G.B más cercano.
El ingeniero Jyotirmoy Dhar dedicó su descubrimiento a su amada Dr. Rini Dhar y en su nombre bautizó al pico recién descubierto de la montaña, en idioma bengalí "Rinir Chura".